# Grive à gorge noire
Turdus atrogularis
Espèce
Statut de conservation UICN

LC : Préoccupation mineure
La Grive à gorge noire (Turdus atrogularis) est une espèce de passereaux de la famille des Turdidae. Elle mesure environ 27 cm et pèse de 54 grammes à 110 grammes.
Elle niche de part et d'autre de l'Oural, notamment dans l'ouest de la Sibérie ; elle hiverne en Asie méridionale.